# 이리 운하

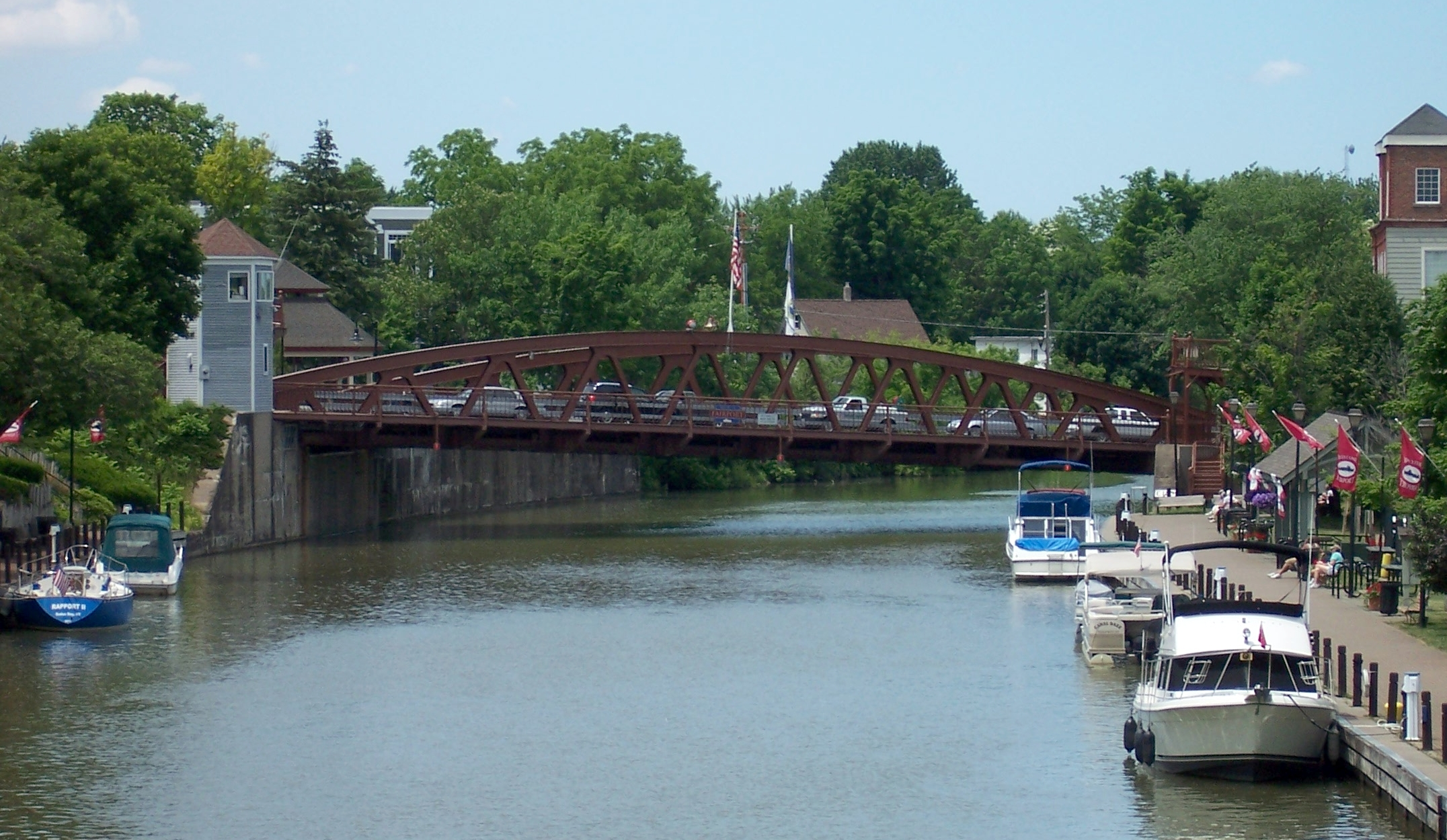
이리 운하

이리 운하(Erie Canal)는 미국 뉴욕주에 위치한 운하이다. 이리호에서 허드슨강 상류까지 연결해, 뉴욕항으로 흐르는 허드슨강을 통해 오대호와 대서양 사이의 배편을 가능하게 한 운하이다. 동부와 중서부의 운송을 간편하게 해준 가장 초창기의 교통혁명이 되었다.
처음 제안된 것은 1699년이었지만, 1798년에야 나이아가라 운하 회사가 설립되어 건설 준비가 시작되었다. 먼저 그 일부가 개통한 것은 1819년이고, 전체 노선 개통은 1825년 10월 26일이다. 길이 584km, 폭 12m, 깊이 1.2m로 갑문은 83개소에 달하며, 각각 폭 27m, 높이 4.5m로 만들어졌다. 통행 가능한 선박의 배수량은 75톤(68미터 톤)이다.
이리 운하는 미국 동부와 서쪽 내륙 간의 교통 수단으로 동물이 끄는 마차보다 빠르고, 당시 황무지를 가로지르는 것보다 운송 비용을 95% 절감할 수 있었다. 결과적으로 뉴욕주 서부의 인구 이동이 일어나, 서부 지역 개척의 길을 열어주었다. 현재는 뉴욕주 운하 시스템의 일부이다.

## 같이 보기
- 웰랜드 운하